# Water salute

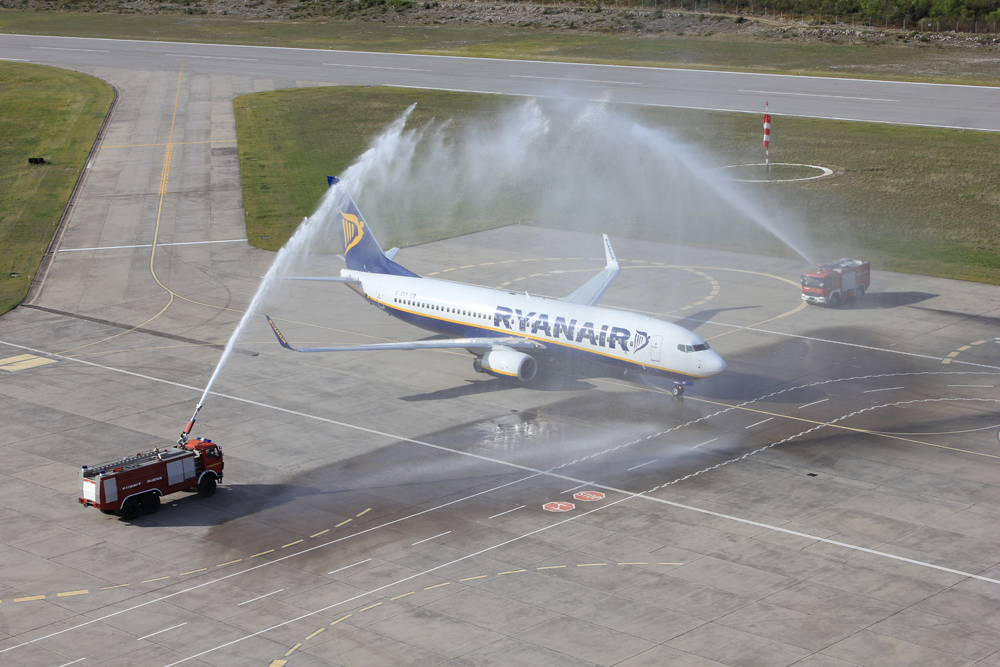
en pour le premier vol d'un avion de Ryanair qui atterrit sur l'aéroport de Rijeka en 2011.

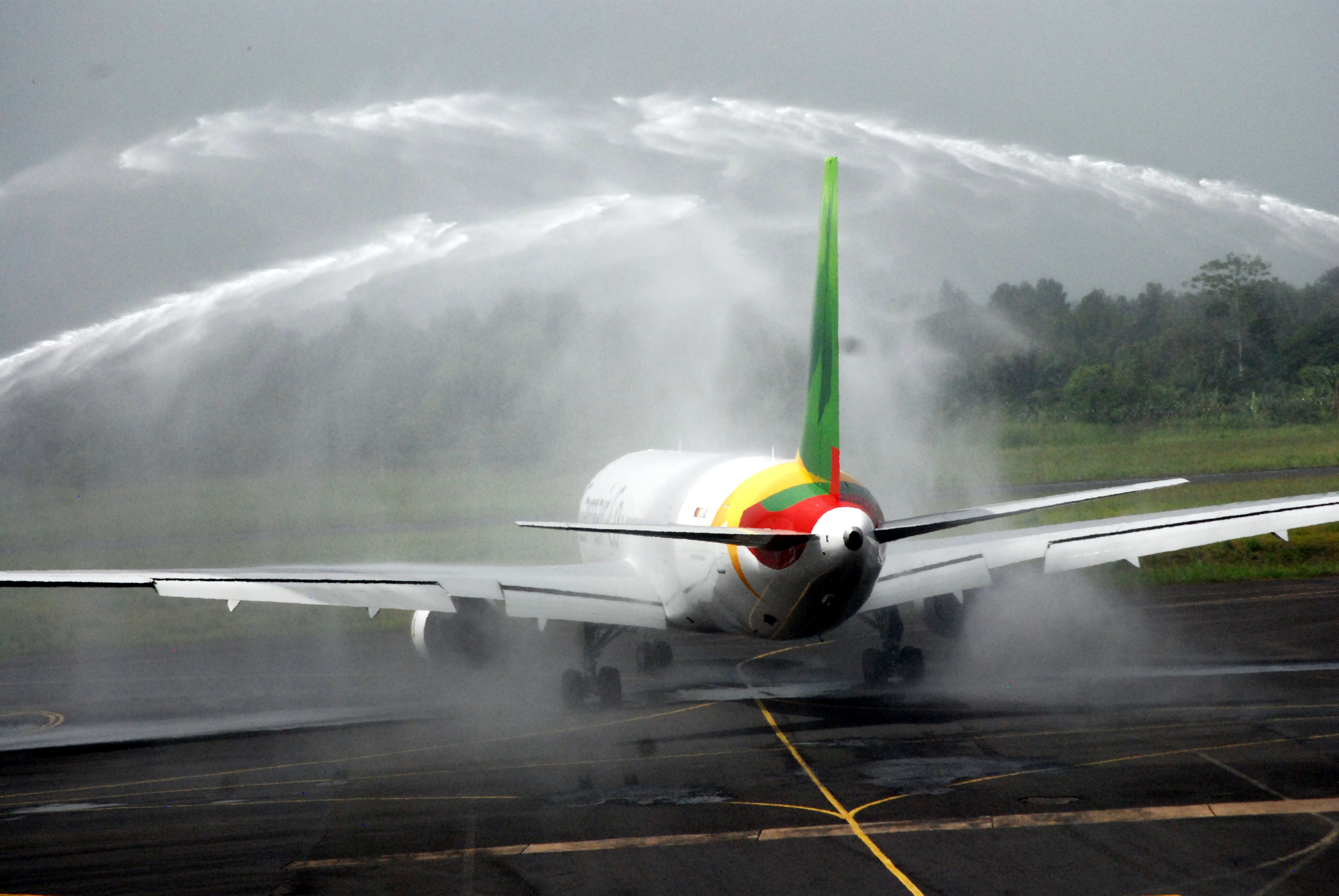
Water salute pour le vol inaugural d'un Boeing 767 Camair-Co à l'aéroport international de Douala en 2011.

Le water salute (littéralement salut aquatique ou salut arrosé) est un hommage consistant pour un véhicule, généralement un navire ou un aéronef, à passer à côté ou le plus souvent sous une arche formée de jets d'eau projetés au-dessus de lui par des canons à eau des sapeurs-pompiers. Cette tradition de la marine et de l’aéronautique est à l'origine un hommage au lancement ou à la fin de vie d'un bateau, aux pilotes ou aux contrôleurs aériens partant à la retraite, au vol inaugural d'un aéronef, à l'ouverture d'une nouvelle ligne aérienne ou aux derniers vols de certains avions lors de leur arrivée sur le tarmac. Elle s'est étendue à d'autres événements marquants, comme l'hommage à un dignitaire ou à une idole, notamment joueur de football, au départ ou à l'atterrissage de leur avion. 

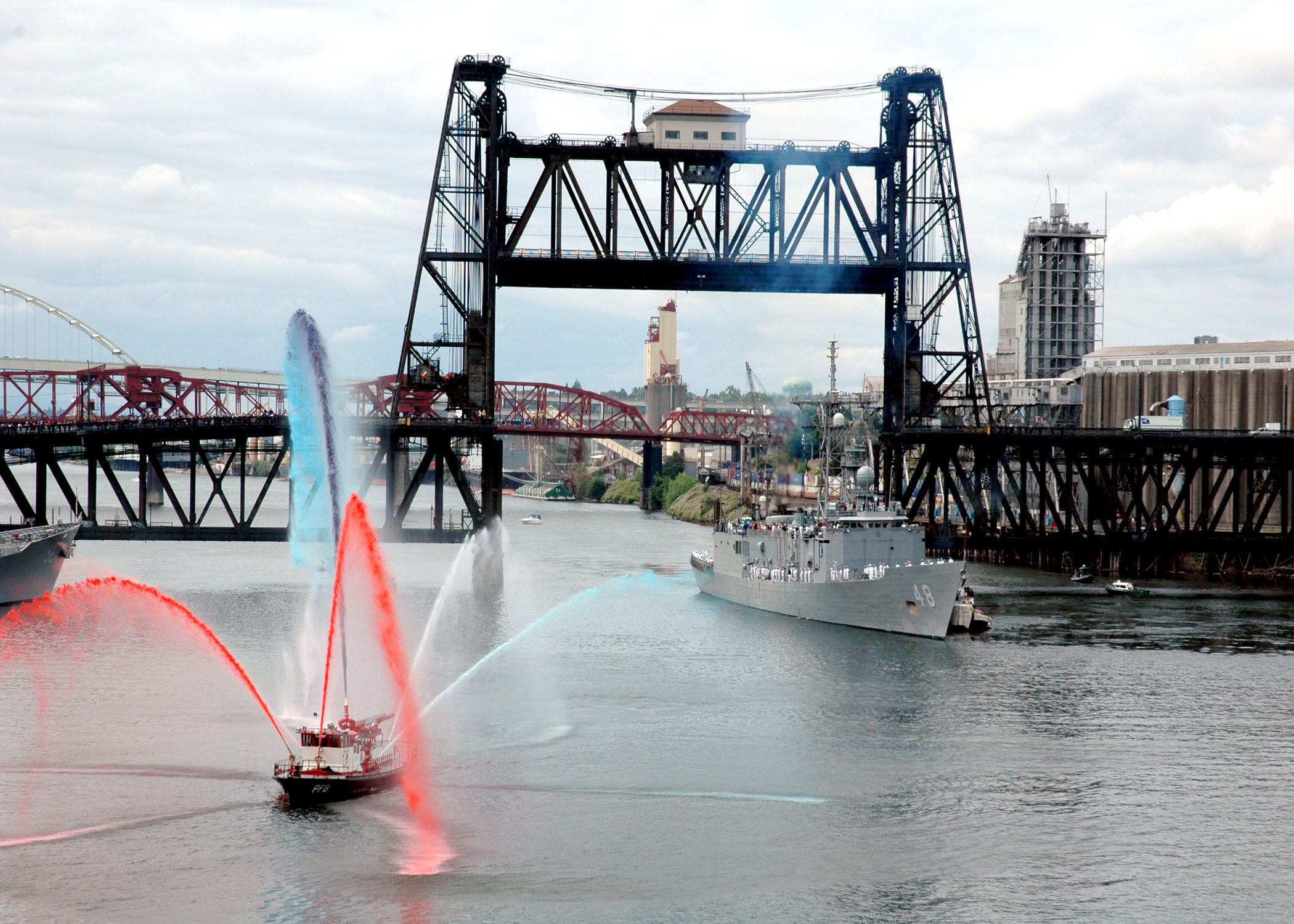
Un bateau-pompe donne un en à la frégate qui passe le de Portland.

## Origine
Le water salute puise probablement ses origines dans la tradition, pour les remorqueur côtiers ou les bateaux-pompes, de projeter des jets d'eau au-dessus ou sur un bateau à son lancement ou à sa fin de vie.
Le premier hommage de ce type dans l'industrie aéronautique n'est pas connu précisément mais cette pratique s'est popularisée dans les années 1990 lorsque les pompiers de l'aéroport international de Salt Lake City ont salué ainsi les pilotes de la Delta Air Lines partant à la retraite.

## Water salutesmarquants
Pour le dernier vol commercial du Concorde le 24 octobre 2003, un water salute formé de jets bleu blanc rouge est réalisé sur la piste de l'aéroport international John-F.-Kennedy de New York.
En 2006, un membre de l'équipe incendie de l'aéroport international de Washington-Dulles décide d'envoyer non pas un jet d'eau mais de la mousse sur un Boeing 777-200. L'avion doit être retiré temporairement du service et inspecté pour recevoir un traitement anti-corrosion important contre les effets de cette mousse.
Le 10 novembre 2016, le président américain Donald Trump reçoit un water salute lors de son premier départ de l'aéroport LaGuardia de New York après avoir remporté l'élection présidentielle en 2016. 
Lors du FIFA World Cup Trophy Tour qui traverse 91 villes sur 51 pays et six continents en 2018, un water salute accueille le 27 février l'avion qui transporte le trophée à Nairobi, ce qui provoque un scandale en raison des pénuries d'eau en Éthiopie.
Le 16 juillet 2018, l'avion de l'équipe de France de football vainqueure de la 21e Coupe du monde en Russie, est accueilli à l'aéroport Roissy-Charles-de-Gaulle par les pompiers qui leur offrent un water salute avec leurs lances à incendie à plein régime.